# Corey Flynn
Corey Robert Flynn (* 5. Januar 1981 in Invercargill, Neuseeland) ist ein neuseeländischer Rugby-Union-Spieler auf der Position des Haklers. 

## Jugend
Flynn ging auf die Southland Boys’ High School in seinem Geburtsort Invercargill zur Schule. Dort trat er auch dem Rugbyverein Star RC bei. In seiner Jugend spielte er des Weiteren in der U-16-Nationalmannschaft (1997), in der nationalen Schulauswahl (1998), in der U-19-Nationalmannschaft (2000) und in der U-21-Nationalmannschaft (2001–2002) Neuseelands.

## Provinzrugby
Im Jahr 2001 debütierte er für die Auswahlmannschaft von Southland Rugby in der neuseeländischen Rugbymeisterschaft. In der darauffolgenden Saison war er der Spielführer der Mannschaft. 
2003 wechselte Flynn von Southland zur Canterbury RFU. Mit Canterbury gewann er 2004, 2008, 2009, 2010 sowie 2011 die neuseeländische Meisterschaft und 2004 (14 erfolgreiche Verteidigungen), 2007 (eine erfolgreiche Verteidigung), 2009 (vier erfolgreiche Verteidigungen) sowie 2010 (zwei erfolgreiche Verteidigungen) den Ranfurly Shield. Aufgrund von Nationalmannschaftsverpflichtungen oder Verletzungen kam er in einigen Spielzeiten jedoch kaum oder nur selten zum Einsatz.

## Super Rugby
Außerdem läuft er seit dem Jahr 2002 für die Crusaders im internationalen Super Rugby auf. Mit ihnen erlangte er als Ersatzspieler gleich in seiner ersten Saison den Titel, da die Crusaders alle dreizehn Spiele gewannen. 2003 und 2004 scheiterten sie erst im Finale gegen die Blues bzw. gegen die australischen Brumbies. Nachdem Karriereende seines Konkurrenten Mark Hammett im Jahr 2003 etablierte sich Flynn als Stammhakler bei Canterbury und den Crusaders. 2005, 2006 und 2008 erfolgten weitere Titelgewinne mit den Crusaders. 2007, 2009 sowie 2010 scheiterten sie erneut im Halbfinale und 2011 im Finale der Meisterschaft gegen die australischen Reds.
Auch Flynns Spielzeiten im Super Rugby wurden, wie in der neuseeländischen Meisterschaft, jedoch immer wieder von Verletzungen überschattet. Bisher hat er sich in seiner Karriere fünf Mal den Arm gebrochen.

## Nationalmannschaft
Trotz eines vorherigen Armbruchs und seiner Rolle als Ersatzspieler bei den Crusaders wurde er überraschend als dritter Hakler in den Kader der neuseeländischen Nationalmannschaft (All Blacks) für die Rugby-Union-Weltmeisterschaft 2003 in Australien berufen, obwohl er bisher noch in keinem Länderspiel aufgelaufen war. Bei der WM debütierte er für die All Blacks im siegreichen Gruppenspiel gegen die kanadische Nationalmannschaft, als er eingewechselt wurde. Eine Woche später spielte er im ebenfalls siegreichen Gruppenspiel gegen die tongaische Nationalmannschaft von Anfang an und erzielte seinen ersten Länderspiel-Versuch. Zu mehr Einsätzen kam er aber nicht. Am Ende schieden die All Blacks im Halbfinale gegen die australische Nationalmannschaft (Wallabies) aus und gewannen gegen die französische Nationalmannschaft den dritten Platz. 
Seitdem spielt er aber nur noch sehr unregelmäßig in der Nationalmannschaft und kommt, wenn er denn einmal spielt, nur von der Bank, da er sich dort, anders als bei Canterbury und den Crusaders, nie etablieren konnte. 2008 holte er mit den All Blacks auf der Novembertour in Europa den Grand Slam. Mit Neuseeland gewann er außerdem die Tri Nations 2010 und verteidigte 2010 sowie 2011 mit den All Blacks jeweils erfolgreich den Bledisloe Cup gegen Australien. 
Sein bisher größter Erfolg im Rugby war der Gewinn der Rugby-Union-Weltmeisterschaft 2011 im eigenen Land. Beim Turnier kam er jedoch nur einmal als Einwechselspieler im siegreichen Eröffnungsspiel gegen Tonga zum Einsatz.
Außerhalb der regulären Nationalmannschaft spielte er seit 2002 auch immer wieder für die Auswahlmannschaft der New Zealand Māori und seit 2005 ebenfalls für die Junior All Blacks. So gewann er mit den New Zealand Māori 2005 ihr Spiel gegen die in Neuseeland tourenden British and Irish Lions mit 19:13.